# Храм Конкордії (Рим)

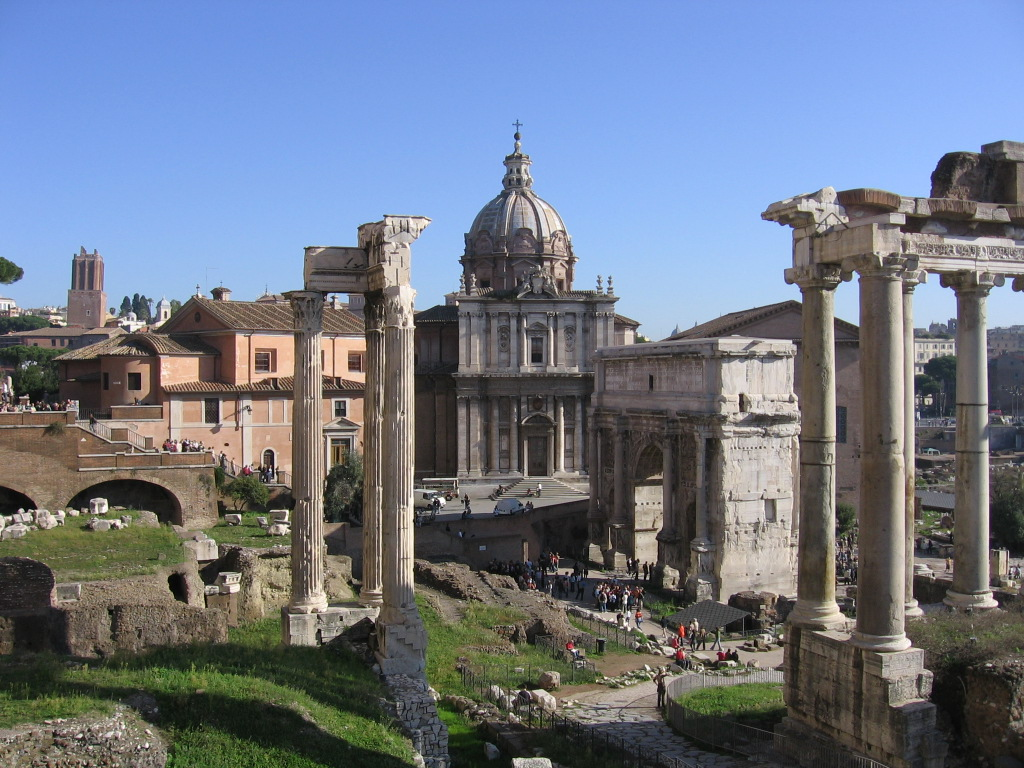
Фундамент Храму Конкордії (з лівого краю)

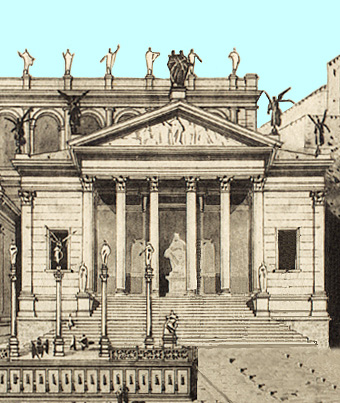
Реконструкція Храму Конкордії

Храм Конкордії (Згоди) (італ. Tempio della Concordia) — колишній храм на Римському Форумі.

## Історія
Можливо, побудований Марком Фурієм Каміллом і був присвячений Конкордії, давньоримській богині згоди, як символ закінчення розбіжностей між патриціями і плебеями в 367 до н. е. при прийнятті законів Ліцинія-Секстія. Народ проголосував за зведення храму відразу після вступу цих законів у силу. Храм стояв між Вулканалом і підніжжям Капітолія, а простір навколо нього називався «ділянкою Конкордії». Згадується лише у зв'язку зі знаменнями 183 і 181 до н. е.
У 211 до н. е. статуя Перемоги на його даху була вражена блискавкою. У 121 до н. е. після смерті Гая Гракха римський сенат прийняв ухвалу щодо відновлення храму Луцієм Опімієм, на превелике роздратуванню популярів. В цей же час Опімій побудував свою базиліку, північніше від храму. Після цього храм часто використовувався для засідань сенату та зборів арвальського братерства.
У 7 до н. е. Тиберій розпочав реставрацію храму на кошти з германської здобичі. 16 січня 10 року її було завершено і висвячено під ім'ям храм Августа Конкордії (aedes Concordiae Augustae) від імені Тіберія і його покійного брата Друза. Тоді ж його представлено на монетах. Тиберій змусив родосцев продати йому статую Вести для цього храму. Згодом храм Конкордії став свого роду музеєм, бо Пліній згадує багато розміщених там творів мистецтва: статуї Аполлона і Юнони роботи Батона; Латони з немовлятами Аполлоном і Діаною роботи Евфранора; Ескулапа та Гігії роботи Нікерата; Марса і Меркурія роботи Пістон; Церери, Юпітера і Мінерви роботи Стенніда; живописні зображення Марсія роботи Зевксіса; Лібера роботи Нікія; Кассандри роботи Теодора; 4 обсидіанових слона, вивячених Августом; відомий сардонікс Полікрата, тирана Самосу.
У 16 році після уявної змови Лібона сенат ухвалив помістити туди дари. Ще одна реставрація відбулася після пожежі 284 року, її відзначено в написі, яку бачив на пронаосі храму автор Айнзідельнського путівника, що копіював написи.
На сьогоднішній день від храму збереглася лише піднесена платформа, яка також частково похована під сходами, що ведуть до Капітолія. У його руїнах було знайдено кілька присвятних написів, а ще в трьох згадується доглядач храму.

## Будова
Через розташування по відношенню до інших будівель і лінії поверхні землі храм мав план, унікальний для римських храмів. Замість звичайних пропорцій целла Августового храму мала 45 м завширшки і 24 завглибшки, тоді як пронаос мав лише 34 м завдовжки і 14 у глибину і, таким чином, не тягнувся вздовж всієї фронтальної частини целли. Задня стіна целли прилягала до передньої частини Табулярія, а дуже широкий сходовий проліт вів від пронаоса вниз, на площу.
Внутрішня частина целли часів Августа була оточена низкою білих мармурових колон, які стояли на низькій основі, що виступала з головної стіни. У цій стіні було 11 ніш; в центральній ніші, розташованої навпроти входу, повинна була стояти статуя Згоди. Внутрішня частина храму була повністю облицьована мармуром, будівля, ймовірно, була однією із найпрекрасніших в Римі. Усередині подіуму знаходилися дві кімнати, що служили сховищем для скарбниці.
Збережені залишки храму включають бетонну серцевину подіуму, велика частина якої відноситься до спорудження 121 року до н. е., що є найдавнішою з відомих бетонних конструкцій у Римі. Збереглися також поріг головного входу, що складається з 2 блоків мармуру з Порти Санти загальною довжиною 7 м; вкрай нечисленні фрагменти мармурової підлоги целли і пронаоса. Частина чудового карнизу нині розташована в Табулярії разом з численними маленькими архітектурними фрагментами. Основи колон теж були дуже красиві — єдиний бездоганний екземпляр знаходиться в Берлінському музеї.

## Галерея

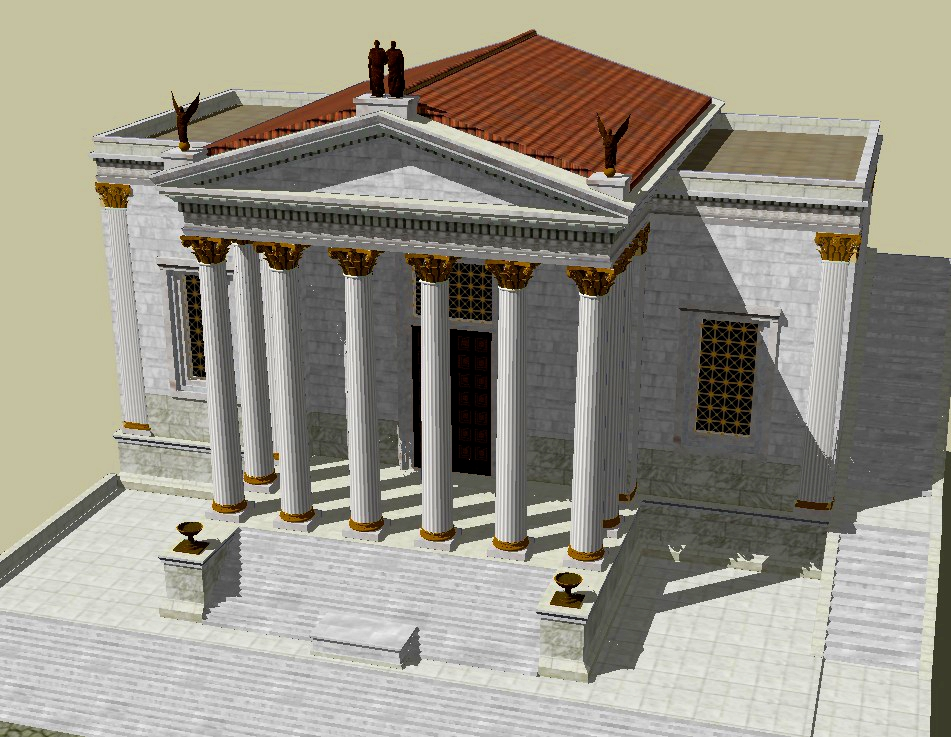
Реконструкція
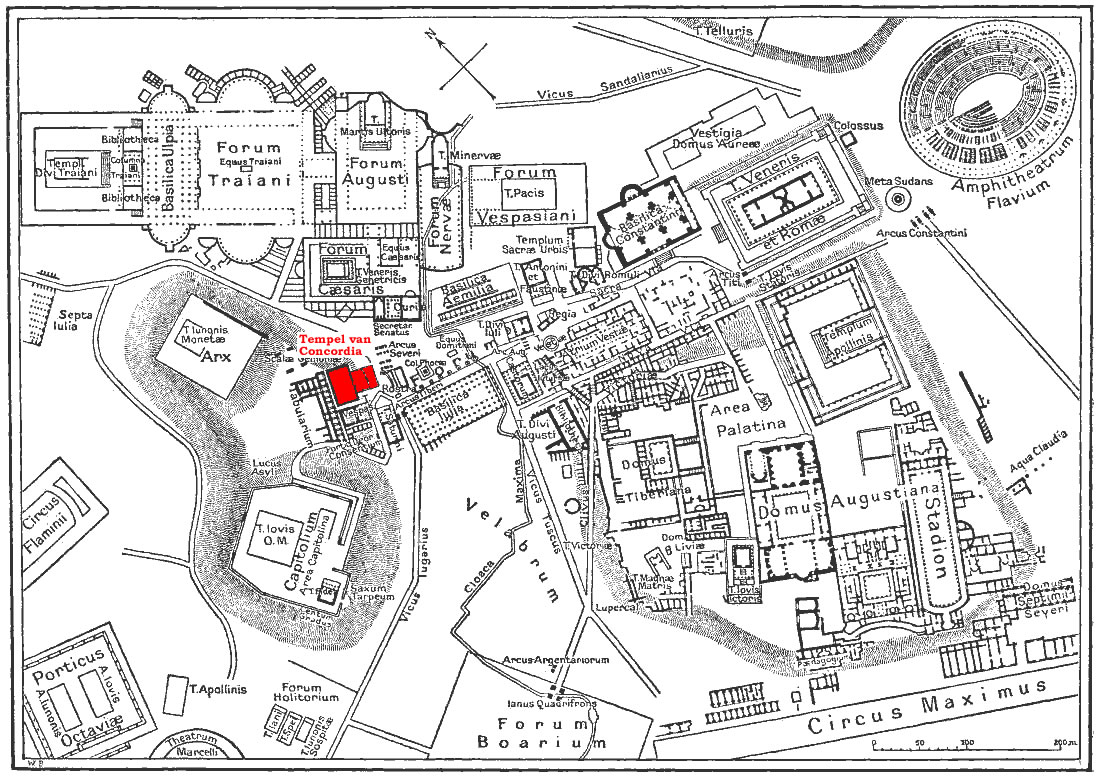
Розташування на форумі
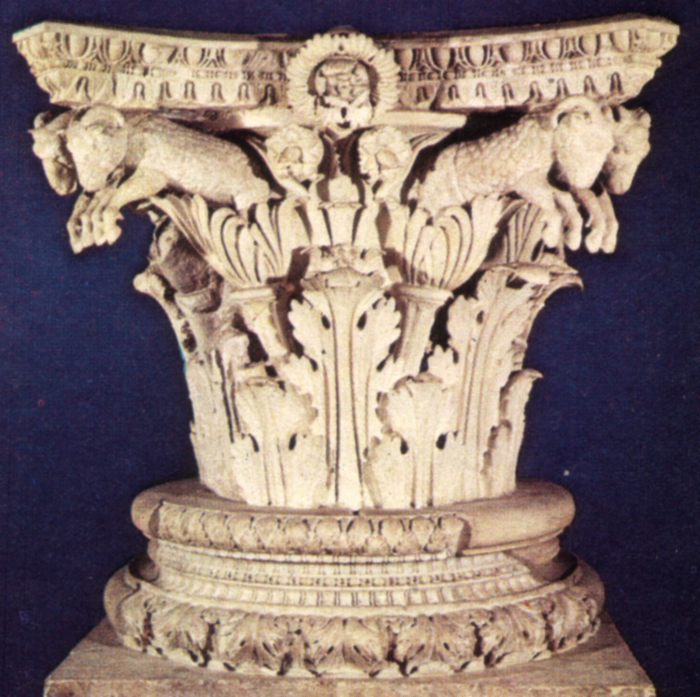
Капітель коринфської колони храму, зображення пар баранів
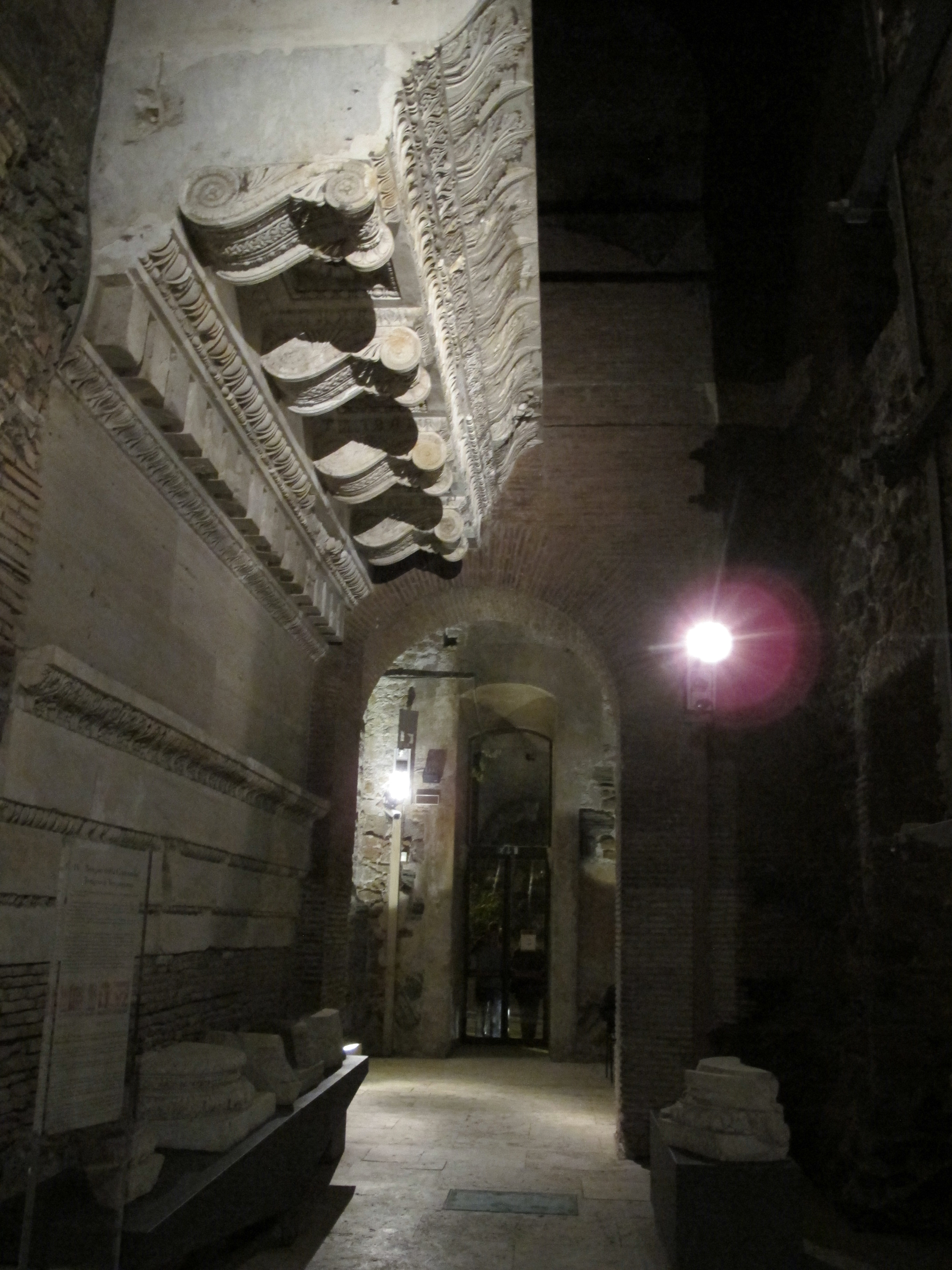
Architrave in marmo del I secolo d.C. dal Foro romano, Tempio della Concordia (oggi nei Musei Capitolini, presso il Tabularium).
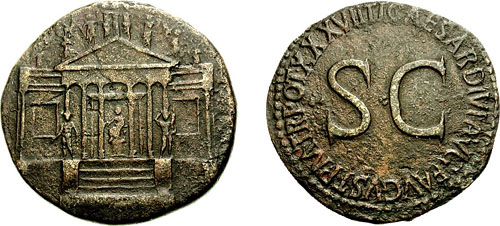
На сестерції Тиберія, 35-36